# Берёзовка (Тамалинский район)
Берёзовка — село Ульяновского сельского совета Тамалинского района Пензенской области. На 1 января 2004 года — 163 хозяйства, 429 жителей.

## География
Село расположено на речке Вяжли. Расстояние до районного центра пгт. Тамала — 5 км.

## История
Село основано как деревня Лохматовка предположительно в начале XIX века, относилось к Кирсановскому уезду Тамбовской области. Название связывают с переселёнными сюда крестьянами, которые «жили плохо — ходили босыми и в лохмотьях, их называли лохмыты». В 1952 году переименовано в Берёзовку. С 1939 года — центр Берёзовского сельсовета, который был упразднён в 2010 году. Его территория вошла в состав Ульяновского сельсовета.

## Численность населения
| 1864 | 1914  | 1926  | 1939  | 1959 | 1979 | 1989 |
| ---- | ----- | ----- | ----- | ---- | ---- | ---- |
| 725  | ↗1064 | ↗1480 | ↘1003 | ↘709 | ↘503 | ↗582 |
| 1996 | 2002  | 2010  |       |      |      |      |
| ↘547 | ↘401  | ↘376  |       |      |      |      |

## Улицы
- Бугровка;
- Комсомольская;
- Крючовка;
- Митрохановка;
- Молодёжная
- Новики;
- Советская;
- Токаревка.

## Инфраструктура
В селе имеется фельдшерско-акушерский пункт.